# Alphonso Davies
Alphonso Boyle Davies (Buduburam, 2. studenoga 2000.) kanadski je nogometaš koji igra na poziciji lijevog beka i krila. Trenutačno igra za Bayern München.

## Vanjske poveznice
- Profil, WhitecapsFC.com
- Alphonso Davies, National-Football-Teams.com‎ (engl.)